# Ill Na Na
Ill Na Na es el álbum debut de la rapera estadounidense Foxy Brown, lanzado el 19 de noviembre de 1996 por Def Jam Recordings. Se hizo una reedición para Reino Unido el 29 de septiembre de 1997 con una adición de la canción "Big Bad Mama". Brown comenzó a trabajar en el álbum después de haber sido descubierta por el equipo de producción Trackmasters y apareciendo en una serie de sencillos de otros artistas como por ejemplo, LL Cool J, Case y Jay Z.
El éxito inmediato de los sencillos condujo a una guerra de ofertas al principio de 1996 y en marzo, Def Jam Recordings ganaron y firmaron a ella de entonces 17 años de edad. Parcialmente producido por Trackmasters, Ill Na Na cuenta con apariciones de Blackstreet, Havoc, Method Man, Kid Capri y Jay Z. Líricamente, el álbum se centra principalmente en temas de moda, sexo y mafias. Lanzado exactamente una semana después del álbum debut de Lil' Kim, Hard Core.
Ill Na Na debutó en la posición número siete en el Billboard 200 con 109 000 copias vendidas en su primera semana. Hasta ese entonces la posición más alta por una rapera. Ha vendido más de 3 millón de copias en los Estados Unidos, aunque Def Jam solo compró el certificado platino por la RIAA y más de 6 millones a nivel mundial.

## Antecedentes y grabación
Foxy Brown ingresó al estudio de grabación en 1996 para grabar su álbum de debut. El álbum contó con apariciones especiales de Blackstreet, Havoc, Method Man, Kid Capri y Jay-Z con la mayoría de la producción de los Trackmasters. Ill Na Na produjo dos exitosos sencillos, "Get Me Home" con Blackstreet, y "I'll Be" con Jay-Z. Ill Na Na fue reeditado en 1997.

## Sencillos
"Get Me Home" es el lead single de Ill Na Na lanzado el 15 de septiembre de 1996. La canción alcanzó la posición número 11 en el chart de Reino Unido, UK Official Charts, número 10 en los charts de R&B en Billboard y número 69 en el chart de Europa.
"I'll Be" es el segundo sencillo del álbum en colaboración con el rapero Jay Z, lanzado el 4 de marzo de 1997. "I'll Be" se convirtió rápidamente en un gran hit, alcanzando la posición número 7 del Billboard Hot 100, en ese tiempo se convirtió en la posición más alta para ambos en el Billboard Hot 100 y alcanzó la posición número 9 en el chart de UK. En Suiza Top 100 Singles alcanzó la posición número 23. Dos meses después de su lanzamiento, "I'll Be" fue certificado oro por la RIAA tras vender más de 500 000 copias en los Estados Unidos.
''Big Bad Mamma" es el tercer y último sencillo del álbum, en colaboración con el grupo de R&B Dru Hill el cual fue incluido en la banda sonora de la película How to Be a Player. La canción también fue lanzada en la re-edición de Ill Na Na. El sencillo tuvo un éxito moderado, alcanzando la posición número 53 del Billboard Hot 100 Alcanzó la posición número 9 en Australia y finalmente la posición número 12 en el chart de UK Official Charts.

## Recepción comercial
En los Estados Unidos, Ill Na Na debutó en la posición número 7 del Billboard 200 vendiendo aproximadamente 109 000 copias en su primera semana y se mantuvo 28 semanas dentro del chart. también fue certificado platino por la RIAA tres meses después de su lanzamiento siendo todo un éxito. En Canadá fue certificado oro por la Canadian Recording Industry Association (CRIA) En Reino Unido, debutó en la posición número 98 en el UK Official Charts y fue certificado plata por la Industria Fonográfica Británica (BPI).
Hasta la actualidad, Ill Na Na ha vendido aproximadamente 3 millones de copias en los Estados Unidos y 6 millones de copias a nivel mundial

## Lista de canciones
- Ill Na Na

## Track listing
| N.º | Título                                | Escritor(es) | Producer(s)                      | Duración |  |
| 1.  | «Intro...Chicken Coop»                | Richard Jackson Isaac Hayes                                                                                         | Rich Nice                        | 3:17     |  |
| 2.  | «(Holy Matrimony) Letter to The Firm» | Inga Marchand Samuel Barnes Jean-Claude Olivier Hayes                                                               | Trackmasters                     | 3:26     |  |
| 3.  | «Foxy's Bells»                        | Shawn Carter Olivier Barnes                                                                                         | Trackmasters                     | 3:20     |  |
| 4.  | «Get Me Home» (featuring Blackstreet) | Carter Olivier Barnes McKinley Horton Ronald Broomfield                                                             | Trackmasters Teddy Riley         | 3:49     |  |
| 5.  | «The Promise» (featuring Havoc)       | Marchand Kejuan Muchita                                                                                             | Havoc                            | 4:20     |  |
| 6.  | «Interlude...The Set Up»              | Jackson Olivier Barnes                                                                                              | Nice George Pearson Trackmasters | 1:00     |  |
| 7.  | «If I...»                             | Carter Olivier Barnes Luther Vandross Marcus Miller                                                                 | Trackmasters                     | 3:42     |  |
| 8.  | «The Chase»                           | Marchand Olivier Barnes                                                                                             | Trackmasters                     | 3:18     |  |
| 9.  | «Ill Na Na» (featuring Method Man)    | Carter Charles Clifford Smith Lionel Richie Milan Williams Thomas McClary Walter Orange Ronald LaPread William King | Charly "Shuga Bear" Charles      | 3:06     |  |
| 10. | «No One's»                            | Marchand Greg Cummins James Harris III Terry Lewis                                                                  | China Black Divine Allah         | 3:42     |  |
| 11. | «Fox Boogie» (featuring Kid Capri)    | Marchand Olivier Barnes                                                                                             | Trackmasters                     | 4:31     |  |
| 12. | «I'll Be» (featuring Jay Z)           | Carter Olivier Barnes Bobby Watson Bruce Swedien Angela Winbush                                                     | Trackmasters                     | 2:58     |  |
| 13. | «Outro»                               | Hayes Jackson | Nice                             | 0:42     |  |

| 1997 reissue |                                      |                                    |              |          |  |
| N.º          | Título                               | Escritor(es)                       | Producer(s)  | Duración |  |
| 14.          | «Big Bad Mamma» (featuring Dru Hill) | Carter Olivier Barnes Leon Haywood | Trackmasters | 3:53     |  |